# Escuela unitaria

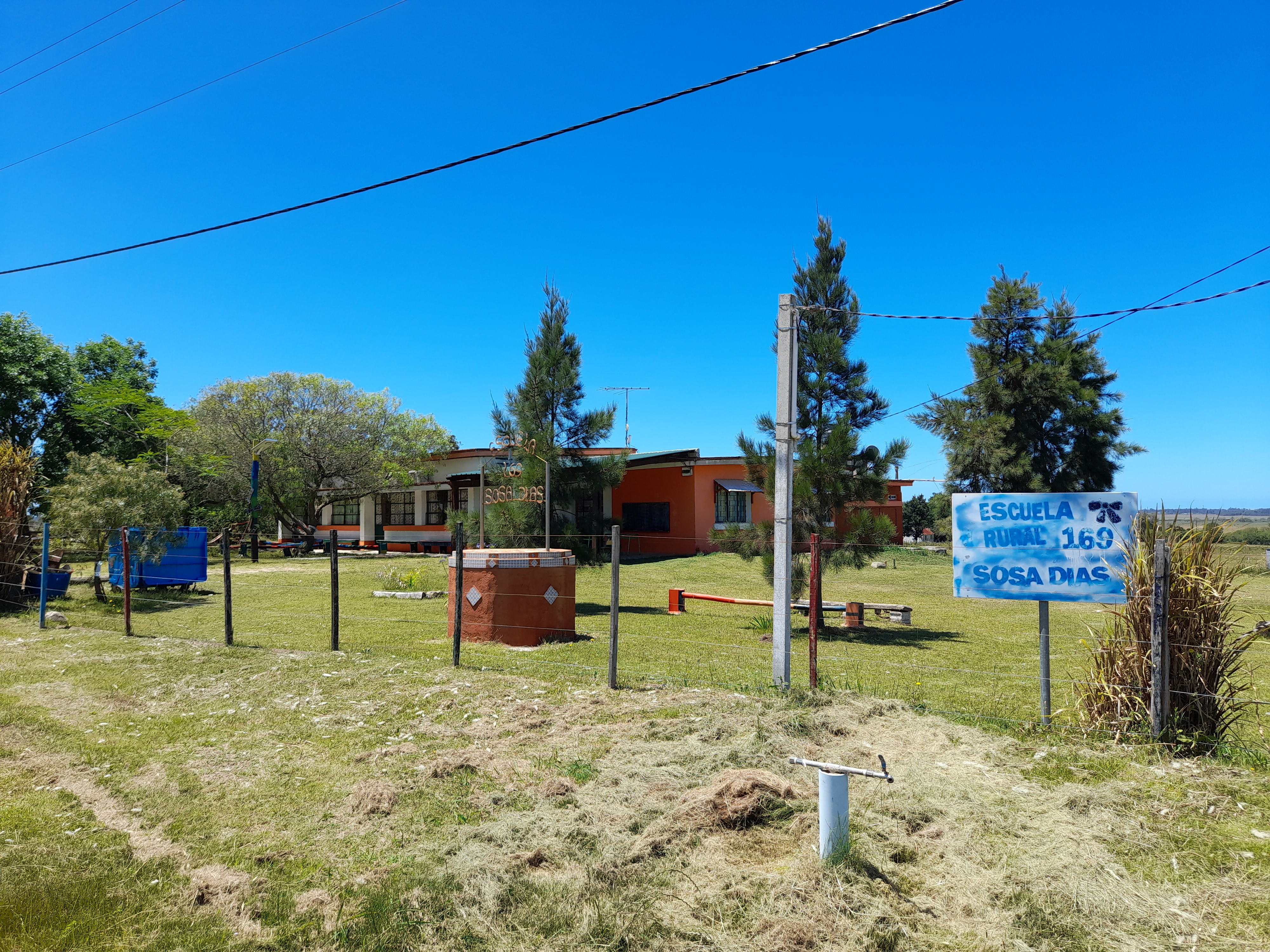
Escuela Rural N° 169 Sosa Dias, en Laguna del Cisne, en el Departamento de Canelones, Uruguay.

Una escuela unitaria, también denominado colegio unitario, centro unitario o colegio rural, es una escuela con número reducido de alumnado, en donde uno o dos maestros atienden alumnos de diversas edades y grados, desde el primer año de infantil hasta el último de primaria, y en donde pueden convivir en una aula niños y niñas. Las escuelas unitarias se encuentran frecuentemente en un ambiente rural o en un pueblo pequeño.
El trabajo por lo general es dirigido por un profesor con el propósito de orientar todas las asignaturas a un grupo reducido de estudiantes de básica primaria, por lo general inferior a 25 estudiantes de un sector rural, con el objetivo de cumplir el derecho fundamental de la educación que como cualquier metodología de enseñanza aprendizaje busca por medio de temáticas propender por alcanzar las metas propuestas en el plan de estudios, con ayuda de guías y acompañamiento por estudiantes que pertenecen a grados superiores, para el cumplimiento de las metas educativas que muchas veces este tipo de manera de enseñar viene acompañado por un modelo pedagógico, que para Colombia se conoce como escuela nueva.

## Características

### Generales
- Dependiendo de la escuela pueden abarcar solo la etapa infantil, solo la etapa de primaria, o una mezcla de ambas etapas.

- Un único docente es el encargado y responsable de llevar y manejar el ecosistema del centro educativo.

- Enseñanza individualizada por el escaso número de alumnado. El profesorado puede centrarse en un determinado alumno/a de ser necesario, ya que puede atender concretamente las necesidades de cada uno de ellos/as.

- El centro se suele encontrar en un entorno rural.

- Están destinados a pequeños núcleos de población.

- Hay un importante vínculo entre la escuela, el entorno y la gente. Esto genera, y a la vez es generado, por diferentes actividades en las que la escuela se interacciona con los vecinos.

- Contacto con la naturaleza. Al estar es un ámbito rural, tiene un gran acceso al campo, lo cual facilita la enseñanza/aprendizaje de temática relacionada con la naturaleza.

Del profesorado

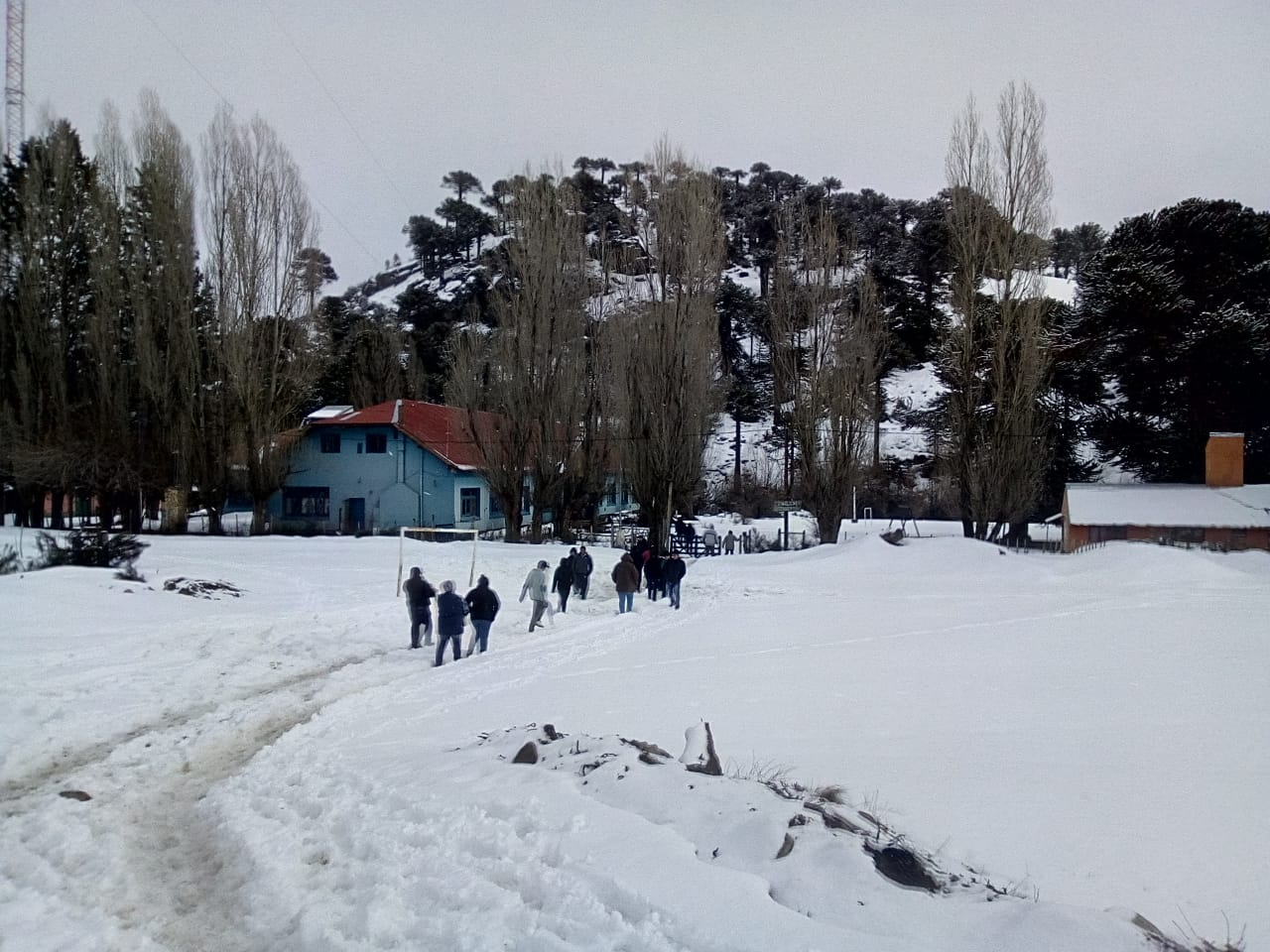
Llegando a la escuela de Ruca Choroy

- Hay un/a maestro/a en cada escuela para todo el alumnado y para todas las materias, solo a partir de doce alumnos se considerar la opción de añadir otro docente. También hay casos que se acude a profesores especializados para determinadas materias, como puede ser el caso de la educación física o la educación musical.

- El docente convive con su alumnado desde que entran en la escuela hasta que acaban su etapa infantil o primaria.

- Al convivir varios años en una misma aldea o pueblo, y con una misma gente suelen conocer las costumbres y tradiciones de éstos.

Alumnado
- Provienen de una misma aldea, pueblo o villa (o muy cercanos) siendo vecinos y conviviendo entre ellos desde pequeños, tanto ellos como sus familiares.

- El alumnado de diferentes edades (de diferentes promociones), por lo general, conviven entre ellos tanto en el espacio como en diferentes actividades. Pueden variar las tareas asignadas a cada edad, pero el proyecto suele ser el mismo.

- El alumnado de una misma edad, a no ser que entren alumnos o alumnas nuevos, convivirán siempre con los mismos compañeros, al contrario que en los grandes centros educativos donde cada curso se cambia de compañeros de clase.

- Metodología colaborativa entre el alumnado. El alumnado de mayor edad puede actuar como un “segundo” profesor inculcándole responsabilidad y autoestima.

Metodología educativa
Se trata de un modelo especial, que intenta paliar las dificultades de tener a varios alumnos y alumnas de diferentes edades y niveles pero que a su vez aprovecha los beneficios. Al ser un único profesor el encargado de llevar esta situación los modelos pueden variar dependiendo del propio docente o incluso de la enseñanza que quiera impartir. Pero por lo general aúna diferentes modelos teóricos de corte constructivo a través de diferentes ejercicios interdisciplinarios e integrando a todo el alumnado en dichas actividades, creando una verdadera comunidad educativa.

## Ventajas de la escuela unitaria
· Relación estrecha. En este tipo de centros, normalmente las relacionen suelen ser amplias e intensas ya que el número de profesores, alumnado y padres y madres es muy recudico, lo cual facilita este hecho. 
· Enseñanza individualizada por el escaso número de alumnado. El profesorado puede centrarse en un determinado alumno/a de ser necesario, ya que al contar con un escaso número de alumnado por aula puede atender concretamente las necesidades de cada uno de ellos/as
· Contacto con la natureza. Al estar en un ámbito rural, tiene un gran acceso al campo, lo cual facilita la enseñanza/aprendizaje de temática relacionada con la naturaleza
· Oportunidad de formar grupos heterogéneos y diversos. Gracias a tener alumnado de distintas edades en un mismo aula, nos permite crear grupos de trabajo flexible.
· Metodología colaborativa entre el alumnado. El alumnado de mayor edad puede actuar como un “segundo” profesor inculcándole responsabilidad y autoestima.
· Participación activa. Por el motivo ya mencionado con anterioridad del escaso número de alumnos, esto permite al profesorado realizar clases en la que el alumnado tenga una participación mucho más activa respecto a un CEIP.

## Desventajas de la escuela unitaria
Las escuelas unitarias tienen sus ventajas y sus desventajas,  aunque estas últimas en menor medida. Esto quiere decir que los aspectos positivos a favor de estas son mayores que los aspectos negativos.
Por lo tanto, algunos de los aspectos negativos más frecuentes en este tipo de escuelas pueden ser:
- Escasez de material e instalaciones insuficientes. Este problema es frecuente en una gran parte de escuelas unitarias, aunque en los últimos años el problema se fue reduciendo. Las instalaciones de los centros suelen estar deterioradas, concretamente el aula de música y educación física.
- Escasa formación inicial en el trabajo. Esta desventaja es muy importante tenerla en cuenta ya que en la mayoría de los casos los estudiantes en formación no son lo suficientemente formados para este tipo de escuelas, siendo estas su primer destino cuando terminan la carrera.
- Dificultades para diseñar actividades con grupos numerosos. Al estar estas escuelas formadas con aulas con un número reducido de alumnos, la dificultad para el maestro cuando quiere diseñar una actividad con un grupo numeroso es mucho mayor que en una escuela en contexto urbano ya que en este tipo de escuelas los grupos son numerosos. Este problema es habitual en clases de educación física y música sobre todo.  Un claro ejemplo basado en una experiencia real es el siguiente:
Yo quiero que vengan más niños a la escuela porque hay pocos chicos y casi no hay papas para jugar, solo podemos ser mamas, tías, hijas o niñeras.
- Disciplina y convivencia. En algunos casos la convivencia entre alumnos de diferentes edades es beneficiosa para ellos pero en otros, la convivencia puede afectar ya que los más pequeños pueden imitar el mal comportamiento de los más mayores siendo este un gran problema para los docentes.

### Modelos de agrupación de escuelas rurales en España
En España hay agrupaciones en el ámbito de la educación rural en varias comunidades autónomas que se produjeron atendiendo a diferentes modelos y denominaciones:
- CRA: Colegio Rural Agrupado (Cantabria, Extremadura, Asturias, Castilla y León, Castilla-La Mancha, Madrid, Murcia, Galicia, Aragón, Navarra, Comunidad Valenciana y la Rioja).
- CPR: Colegio Público Rural (Andalucía).
- ZER: Zona Escolar Rural (Cataluña).
- CER: Colectivos de Escuelas Rurales (Canarias).[3]

## Otros usos del término
La escuela unitaria también se refiere a las escuelas que no se separan a los alumnos en función de, por ejemplo, sus aptitudes o su procedencia social.